# Туган
Туган (фр. Tougan) — город и городская коммуна в Буркина-Фасо. Административный центр провинции Суру в области Букле-ду-Мухун.

## География и история
Город Туган расположен на северо-западе Буркина-Фасо, на высоте 302 м над уровнем моря. Входит в состав одноимённого департамента. В административном отношении департамент состоит из города, разделённого на 7 секторов, и 33 деревень. Общее число жителей департамента по данным переписи 2006 года составляло 66 706 человек, а собственно в городе Туган на тот период проживало 15 218 человек. Действующий мэр — Матье Зербо.
Территория, на которой ныне находится город Туган, была подчинена французами в 1897 году, после ожесточённой борьбы с племенами сананов. В настоящее время основным занятием местных жителей является сельское хозяйство.

## Население
По данным на 2013 год численность населения города составляла 19 974 человека. Население представлено главным образом народом само группы манде (72 %). Вторая по численности этническая группа — моси (около 15 %). 64 % населения исповедуют ислам; 29 % — католичество; 4 % — протестантство и 3 % — траниционные верования.
Динамика численности населения города по годам:
| 1985   | 1996   | 2005   | 2006   | 2013   |
| ------ | ------ | ------ | ------ | ------ |
| 12 588 | 15 218 | 19 197 | 17 548 | 19 974 |

## Известные уроженцы
- Сайе Зербо — государственный и военный деятель Верхней Вольты

## Города-партнёры
- Райн, Германия